# Courtland (Kansas)
Courtland – miasto w Stanach Zjednoczonych, w stanie Kansas, w hrabstwie Republic.